# Schouwburg Hengelo
Schouwburg Hengelo is een theater in het Overijsselse Hengelo.
Architect Jan Hoogstad ontwierp dit gebouw en het werd geopend op 21 april 2001 met een voorstelling van de Nationale Reisopera. De Schouwburg heeft drie zalen: een grote zaal (Rabozaal) met 880 stoelen, een vlakke vloer zaal (Middenzaal) met 300 stoelen en een filmzaal (Asitozaal) met 88 stoelen.
Ieder seizoen staan er professionele voorstellingen, schoolvoorstellingen, amateurvoorstellingen en filmvertoningen geprogrammeerd. Daarnaast wordt het gebouw intensief gebruikt voor maatschappelijke en commerciële activiteiten als congressen, productpresentaties, debatten, tentoonstellingen en personeelsbijeenkomsten. 
In augustus 2017 is de naam gewijzigd van Rabotheater naar de nieuwe naam Schouwburg Hengelo.